# Coppa del Mondo di biathlon 2021
La Coppa del Mondo di biathlon 2021 è stata la quarantaquattresima edizione della manifestazione organizzata dall'Unione Internazionale Biathlon; è iniziata il 28 novembre 2020 a Kontiolahti, in Finlandia, e si è conclusa il 21 marzo 2021 a Östersund, in Svezia. Inizialmente il finale di stagione era previsto ad Oslo Holmenkollen, in Norvegia ma a causa della pandemia di COVID-19 la tappa è stata riassegnata.
Nel corso della stagione si sono tenuti a Pokljuka i Campionati mondiali di biathlon 2021, validi anche ai fini della Coppa del Mondo. Sia in campo maschile che in campo femminile si sono disputate 26 gare individuali e 6 prove a squadre, oltre a 6 staffette miste disputate in tre località diverse.
In campo maschile il norvegese Johannes Thingnes Bø, campione uscente, ha vinto la Coppa del Mondo generale per il terzo anno di fila, oltre a quella di sprint. La Norvegia si è assicurata anche le altre coppe di specialità, con Sturla Holm Laegreid vittorioso nella Coppa del Mondo di individuale e in quella di inseguimento, e Tarjei Bø in quella di partenza in linea.

In campo femminile la norvegese Tiril Eckhoff si è aggiudicata la Coppa del Mondo generale - la cui detentrice era l'italiana Dorothea Wierer - oltre alle coppe di specialità di sprint e inseguimento. L'altra norvegese Ingrid Landmark Tandrevold ha conquistato la Coppa del Mondo di partenza in linea, mentre l'italiana Dorothea Wierer e l'austriaca Lisa Theresa Hauser si sono aggiudicate a pari merito la Coppa del Mondo di individuale.

## Calendario
| Località             | Data                        | Individuale | Sprint   | Inseguimento | Partenza in linea | Staffetta | Staffetta mista | Staffetta singola mista |          |
| -------------------- | --------------------------- | ----------- | -------- | ------------ | ----------------- | --------- | --------------- | ----------------------- | -------- |
| Kontiolahti          | 27 novembre-6 dicembre 2020 | ●           | ●        | ●            |                   | ●         |                 |                         |          |
| Hochfilzen           | 11-20 dicembre 2020         |             | ●        | ●            | ●                 | ●         |                 |                         |          |
| Oberhof              | 4-17 gennaio 2021           |             | ●        | ●            | ●                 | ●         | ●               | ●                       |          |
| Antholz-Anterselva   | 18-24 gennaio 2021          | ●           |          |              | ●                 | ●         |                 |                         |          |
| Pokljuka             | 9-21 febbraio 2021          | Mondiali    | Mondiali | Mondiali     | Mondiali          | Mondiali  | Mondiali        | Mondiali                | Mondiali |
| Nové Město na Moravě | 1°-14 marzo 2021            |             | ●        | ●            |                   | ●         | ●               | ●                       |          |
| Östersund            | 16-21 marzo 2021            |             | ●        | ●            | ●                 |           |                 |                         |          |
| Totale               | Totale                      | 3           | 10       | 8            | 5                 | 6         | 3               | 3                       |          |

## Uomini

### Risultati
| Data                                 | Località             | Nazione   | Spec. | Primo                                                                                  | Secondo                                                                          | Terzo                                                                                         |
| ------------------------------------ | -------------------- | --------- | ----- | -------------------------------------------------------------------------------------- | -------------------------------------------------------------------------------- | --------------------------------------------------------------------------------------------- |
| 28 novembre 2020                     | Kontiolahti          | Finlandia | IN    | Sturla Holm Lægreid                                                                    | Johannes Thingnes Bø                                                             | Erik Lesser                                                                                   |
| 29 novembre 2020                     | Kontiolahti          | Finlandia | SP    | Johannes Thingnes Bø                                                                   | Sebastian Samuelsson                                                             | Martin Ponsiluoma                                                                             |
| 3 dicembre 2020                      | Kontiolahti          | Finlandia | SP    | Tarjei Bø                                                                              | Arnd Peiffer                                                                     | Johannes Thingnes Bø                                                                          |
| 5 dicembre 2020                      | Kontiolahti          | Finlandia | PU    | Sebastian Samuelsson                                                                   | Fabien Claude                                                                    | Johannes Thingnes Bø                                                                          |
| 6 dicembre 2020                      | Kontiolahti          | Finlandia | RL    | Norvegia Sturla Holm Lægreid Vetle Sjåstad Christiansen Tarjei Bø Johannes Thingnes Bø | Svezia Peppe Femling Jesper Nelin Martin Ponsiluoma Sebastian Samuelsson         | Germania Erik Lesser Roman Rees Arnd Peiffer Benedikt Doll                                    |
| 11 dicembre 2020                     | Hochfilzen           | Austria   | SP    | Johannes Dale                                                                          | Quentin Fillon Maillet                                                           | Fabien Claude                                                                                 |
| 12 dicembre 2020                     | Hochfilzen           | Austria   | PU    | Quentin Fillon Maillet                                                                 | Émilien Jacquelin                                                                | Johannes Dale                                                                                 |
| 13 dicembre 2020                     | Hochfilzen           | Austria   | RL    | Svezia Peppe Femling Jesper Nelin Martin Ponsiluoma Sebastian Samuelsson               | Norvegia Sturla Holm Lægreid Johannes Dale Tarjei Bø Johannes Thingnes Bø        | Germania Erik Lesser Roman Rees Benedikt Doll Philipp Horn                                    |
| 17 dicembre 2020                     | Hochfilzen           | Austria   | SP    | Sturla Holm Lægreid                                                                    | Johannes Dale                                                                    | Johannes Thingnes Bø                                                                          |
| 19 dicembre 2020                     | Hochfilzen           | Austria   | PU    | Sturla Holm Lægreid                                                                    | Émilien Jacquelin                                                                | Johannes Thingnes Bø                                                                          |
| 20 dicembre 2020                     | Hochfilzen           | Austria   | MS    | Arnd Peiffer                                                                           | Martin Ponsiluoma                                                                | Tarjei Bø                                                                                     |
| 8 gennaio 2021                       | Oberhof              | Germania  | SP    | Johannes Thingnes Bø                                                                   | Tarjei Bø                                                                        | Sturla Holm Lægreid                                                                           |
| 9 gennaio 2021                       | Oberhof              | Germania  | PU    | Sturla Holm Lægreid                                                                    | Johannes Dale                                                                    | Tarjei Bø                                                                                     |
| 13 gennaio 2021                      | Oberhof              | Germania  | SP    | Johannes Thingnes Bø                                                                   | Sturla Holm Lægreid                                                              | Arnd Peiffer                                                                                  |
| 15 gennaio 2021                      | Oberhof              | Germania  | RL    | Francia Simon Desthieux Quentin Fillon Maillet Fabien Claude Émilien Jacquelin         | Norvegia Vetle Sjåstad Christiansen Johannes Dale Tarjei Bø Johannes Thingnes Bø | Italia Thomas Bormolini Lukas Hofer Tommaso Giacomel Dominik Windisch                         |
| 17 gennaio 2021                      | Oberhof              | Germania  | MS    | Tarjei Bø                                                                              | Felix Leitner                                                                    | Benjamin Weger                                                                                |
| 22 gennaio 2021                      | Anterselva           | Italia    | IN    | Aleksandr Loginov                                                                      | Sturla Holm Lægreid                                                              | Quentin Fillon Maillet                                                                        |
| 23 gennaio 2021                      | Anterselva           | Italia    | RL    | Francia Antonin Guigonnat Quentin Fillon Maillet Simon Desthieux Émilien Jacquelin     | Norvegia Sturla Holm Lægreid Johannes Dale Tarjei Bø Johannes Thingnes Bø        | Russia Anton Babikov Matvej Eliseev Aleksandr Loginov Ėduard Latypov                          |
| 24 gennaio 2021                      | Anterselva           | Italia    | MS    | Johannes Thingnes Bø                                                                   | Quentin Fillon Maillet                                                           | Jakov Fak                                                                                     |
| Campionati mondiali di biathlon 2021 |                      |           |       |                                                                                        |                                                                                  |                                                                                               |
| 12 febbraio 2021                     | Pokljuka             | Slovenia  | SP    | Martin Ponsiluoma                                                                      | Simon Desthieux                                                                  | Émilien Jacquelin                                                                             |
| 14 febbraio 2021                     | Pokljuka             | Slovenia  | PU    | Émilien Jacquelin                                                                      | Sebastian Samuelsson                                                             | Johannes Thingnes Bø                                                                          |
| 17 febbraio 2021                     | Pokljuka             | Slovenia  | IN    | Sturla Holm Lægreid                                                                    | Arnd Peiffer                                                                     | Johannes Dale                                                                                 |
| 20 febbraio 2021                     | Pokljuka             | Slovenia  | RL    | Norvegia Sturla Holm Lægreid Tarjei Bø Johannes Thingnes Bø Vetle Sjåstad Christiansen | Svezia Peppe Femling Jesper Nelin Martin Ponsiluoma Sebastian Samuelsson         | Russian Biathlon Union Said Karimulla Khalili Matvej Eliseev Aleksandr Loginov Ėduard Latypov |
| 21 febbraio 2021                     | Pokljuka             | Slovenia  | MS    | Sturla Holm Lægreid                                                                    | Johannes Dale                                                                    | Quentin Fillon Maillet                                                                        |
| 5 marzo 2021                         | Nové Město na Moravě | Rep. Ceca | RL    | Germania Erik Lesser Benedikt Doll Arnd Peiffer Philipp Nawrath                        | Russia Said Karimulla Khalili Matvej Eliseev Aleksandr Loginov Ėduard Latypov    | Norvegia Sturla Holm Lægreid Johannes Dale Tarjei Bø Johannes Thingnes Bø                     |
| 6 marzo 2021                         | Nové Město na Moravě | Rep. Ceca | SP    | Simon Desthieux                                                                        | Sebastian Samuelsson                                                             | Arnd Peiffer                                                                                  |
| 7 marzo 2021                         | Nové Město na Moravě | Rep. Ceca | PU    | Tarjei Bø                                                                              | Johannes Thingnes Bø                                                             | Simon Desthieux                                                                               |
| 11 marzo 2021                        | Nové Město na Moravě | Rep. Ceca | SP    | Quentin Fillon Maillet                                                                 | Tarjei Bø                                                                        | Lukas Hofer                                                                                   |
| 13 marzo 2021                        | Nové Město na Moravě | Rep. Ceca | PU    | Quentin Fillon Maillet                                                                 | Johannes Thingnes Bø                                                             | Émilien Jacquelin                                                                             |
| 19 marzo 2021                        | Östersund            | Svezia    | SP    | Lukas Hofer                                                                            | Sebastian Samuelsson                                                             | Tarjei Bø                                                                                     |
| 20 marzo 2021                        | Östersund            | Svezia    | PU    | Sturla Holm Lægreid                                                                    | Johannes Thingnes Bø                                                             | Lukas Hofer                                                                                   |
| 21 marzo 2021                        | Östersund            | Svezia    | MS    | Simon Desthieux                                                                        | Ėduard Latypov                                                                   | Johannes Thingnes Bø                                                                          |

Legenda:

IN = individuale (20 km)

SP = sprint (10 km)

PU = inseguimento (12,5 km)

MS = partenza in linea (15 km)

SSP= super sprint (5 km)

RL = staffetta (4x7,5 km)

### Classifiche

#### Generale
| Pos. | Nome                   | Nazione  | Punti |
| ---- | ---------------------- | -------- | ----- |
| 1    | Johannes Thingnes Bø   | Norvegia | 1052  |
| 2    | Sturla Holm Lægreid    | Norvegia | 1039  |
| 3    | Quentin Fillon Maillet | Francia  | 930   |
| 4    | Tarjei Bø              | Norvegia | 893   |
| 5    | Johannes Dale          | Norvegia | 843   |
| 6    | Sebastian Samuelsson   | Svezia   | 817   |
| 7    | Émilien Jacquelin      | Francia  | 812   |
| 8    | Lukas Hofer            | Italia   | 753   |
| 9    | Simon Desthieux        | Francia  | 724   |
| 10   | Martin Ponsiluoma      | Svezia   | 713   |

Legenda
    : Miglior Under 25

#### Sprint
| Pos. | Nome                 | Nazione  | Punti |
| ---- | -------------------- | -------- | ----- |
| 1    | Johannes Thingnes Bø | Norvegia | 359   |
| 2    | Sturla Holm Lægreid  | Norvegia | 319   |
| 3    | Tarjei Bø            | Norvegia | 318   |
| 4    | Sebastian Samuelsson | Svezia   | 312   |
| 5    | Johannes Dale        | Norvegia | 307   |

#### Inseguimento
| Pos. | Nome                   | Nazione  | Punti |
| ---- | ---------------------- | -------- | ----- |
| 1    | Sturla Holm Lægreid    | Norvegia | 306   |
| 2    | Johannes Thingnes Bø   | Norvegia | 306   |
| 3    | Émilien Jacquelin      | Francia  | 286   |
| 4    | Quentin Fillon Maillet | Francia  | 266   |
| 5    | Sebastian Samuelsson   | Svezia   | 253   |

#### Partenza in linea
| Pos. | Nome                   | Nazione  | Punti |
| ---- | ---------------------- | -------- | ----- |
| 1    | Tarjei Bø              | Norvegia | 184   |
| 2    | Johannes Thingnes Bø   | Norvegia | 180   |
| 3    | Quentin Fillon Maillet | Francia  | 165   |
| 4    | Sturla Holm Lægreid    | Norvegia | 161   |
| 4    | Arnd Peiffer           | Germania | 159   |

#### Individuale
| Pos. | Nome                   | Nazione  | Punti |
| ---- | ---------------------- | -------- | ----- |
| 1    | Sturla Holm Lægreid    | Norvegia | 120   |
| 2    | Johannes Thingnes Bø   | Norvegia | 94    |
| 3    | Aleksandr Loginov      | Russia   | 91    |
| 4    | Quentin Fillon Maillet | Francia  | 91    |
| 5    | Arnd Peiffer           | Germania | 84    |

#### Staffetta
| Pos. | Nazione  | Punti |
| ---- | -------- | ----- |
| 1    | Norvegia | 228   |
| 2    | Svezia   | 204   |
| 3    | Francia  | 203   |
| 4    | Germania | 199   |
| 5    | Russia   | 193   |

#### Nazioni
| Pos. | Nazione  | Punti |
| ---- | -------- | ----- |
| 1    | Norvegia | 8061  |
| 2    | Francia  | 7298  |
| 3    | Germania | 6978  |
| 4    | Russia   | 6833  |
| 5    | Svezia   | 6775  |

## Donne

### Risultati
| Data                                 | Località             | Nazione   | Spec. | Primo                                                                                              | Secondo                                                                  | Terzo                                                                     |
| ------------------------------------ | -------------------- | --------- | ----- | -------------------------------------------------------------------------------------------------- | ------------------------------------------------------------------------ | ------------------------------------------------------------------------- |
| 28 novembre 2020                     | Kontiolahti          | Finlandia | IN    | Dorothea Wierer                                                                                    | Denise Herrmann                                                          | Johanna Skottheim                                                         |
| 29 novembre 2020                     | Kontiolahti          | Finlandia | SP    | Hanna Öberg                                                                                        | Marte Olsbu Røiseland                                                    | Karoline Offigstad Knotten                                                |
| 3 dicembre 2020                      | Kontiolahti          | Finlandia | SP    | Hanna Öberg                                                                                        | Anaïs Chevalier                                                          | Elvira Öberg                                                              |
| 5 dicembre 2020                      | Kontiolahti          | Finlandia | RL    | Svezia Johanna Skottheim Mona Brorsson Elvira Öberg Hanna Öberg                                    | Francia Anaïs Bescond Anaïs Chevalier Chloé Chevalier Justine Braisaz    | Germania Vanessa Hinz Franziska Preuß Maren Hammerschmidt Denise Herrmann |
| 6 dicembre 2020                      | Kontiolahti          | Finlandia | PU    | Tiril Eckhoff                                                                                      | Marte Olsbu Røiseland                                                    | Hanna Öberg                                                               |
| 11 dicembre 2020                     | Hochfilzen           | Austria   | SP    | Dzinara Alimbekava                                                                                 | Tiril Eckhoff                                                            | Franziska Preuß                                                           |
| 12 dicembre 2020                     | Hochfilzen           | Austria   | RL    | Norvegia Karoline Offigstad Knotten Ingrid Landmark Tandrevold Tiril Eckhoff Marte Olsbu Røiseland | Francia Anaïs Bescond Julia Simon Justine Braisaz Anaïs Chevalier        | Svezia Johanna Skottheim Linn Persson Hanna Öberg Elvira Öberg            |
| 13 dicembre 2020                     | Hochfilzen           | Austria   | PU    | Marte Olsbu Røiseland                                                                              | Dzinara Alimbekava                                                       | Julia Simon                                                               |
| 18 dicembre 2020                     | Hochfilzen           | Austria   | SP    | Tiril Eckhoff                                                                                      | Ingrid Landmark Tandrevold                                               | Marte Olsbu Røiseland                                                     |
| 19 dicembre 2020                     | Hochfilzen           | Austria   | PU    | Tiril Eckhoff                                                                                      | Hanna Öberg                                                              | Elvira Öberg                                                              |
| 20 dicembre 2020                     | Hochfilzen           | Austria   | MS    | Marte Olsbu Røiseland                                                                              | Tiril Eckhoff                                                            | Dorothea Wierer                                                           |
| 8 gennaio 2021                       | Oberhof              | Germania  | SP    | Tiril Eckhoff                                                                                      | Hanna Öberg                                                              | Lisa Theresa Hauser                                                       |
| 9 gennaio 2021                       | Oberhof              | Germania  | PU    | Tiril Eckhoff                                                                                      | Marte Olsbu Røiseland                                                    | Lisa Theresa Hauser                                                       |
| 14 gennaio 2021                      | Oberhof              | Germania  | SP    | Tiril Eckhoff                                                                                      | Dorothea Wierer                                                          | Lisa Theresa Hauser                                                       |
| 16 gennaio 2021                      | Oberhof              | Germania  | RL    | Germania Vanessa Hinz Janina Hettich Denise Herrmann Franziska Preuß                               | Bielorussia Iryna Kryŭko Dzinara Alimbekava Hanna Sola Elena Kruchinkina | Svezia Mona Brorsson Linn Persson Elvira Öberg Hanna Öberg                |
| 17 gennaio 2021                      | Oberhof              | Germania  | MS    | Julia Simon                                                                                        | Franziska Preuß                                                          | Hanna Öberg                                                               |
| 21 gennaio 2021                      | Anterselva           | Italia    | IN    | Lisa Theresa Hauser                                                                                | Julija Džyma                                                             | Anaïs Chevalier                                                           |
| 23 gennaio 2021                      | Anterselva           | Italia    | MS    | Julia Simon                                                                                        | Hanna Öberg                                                              | Lisa Theresa Hauser                                                       |
| 24 gennaio 2021                      | Anterselva           | Italia    | RL    | Russia Evgenija Pavlova Tat'jana Akimova Svetlana Mironova Ul'jana Kajševa                         | Germania Vanessa Hinz Janina Hettich Denise Herrmann Franziska Preuß     | Francia Anaïs Bescond Anaïs Chevalier Justine Braisaz Julia Simon         |
| Campionati mondiali di biathlon 2021 |                      |           |       | |                                                                          |                                                                           |
| 13 febbraio 2021                     | Pokljuka             | Slovenia  | SP    | Tiril Eckhoff                                                                                      | Anaïs Chevalier                                                          | Hanna Sola                                                                |
| 14 febbraio 2021                     | Pokljuka             | Slovenia  | PU    | Tiril Eckhoff                                                                                      | Lisa Theresa Hauser                                                      | Anaïs Chevalier                                                           |
| 16 febbraio 2021                     | Pokljuka             | Slovenia  | IN    | Markéta Davidová                                                                                   | Hanna Öberg                                                              | Ingrid Landmark Tandrevold                                                |
| 20 febbraio 2021                     | Pokljuka             | Slovenia  | RL    | Norvegia Ingrid Landmark Tandrevold Tiril Eckhoff Ida Lien Marte Olsbu Røiseland                   | Germania Vanessa Hinz Janina Hettich Denise Herrmann Franziska Preuß     | Ucraina Anastasija Merkušina Julija Džyma Darya Blashko Olena Pidhrušna   |
| 21 febbraio 2021                     | Pokljuka             | Slovenia  | MS    | Lisa Theresa Hauser                                                                                | Ingrid Landmark Tandrevold                                               | Tiril Eckhoff                                                             |
| 4 marzo 2021                         | Nové Město na Moravě | Rep. Ceca | RL    | Svezia Mona Brorsson Hanna Öberg Linn Persson Elvira Öberg                                         | Bielorussia Iryna Kryŭko Dzinara Alimbekava Hanna Sola Elena Kruchinkina | Francia Anaïs Bescond Justine Braisaz Chloé Chevalier Julia Simon         |
| 6 marzo 2021                         | Nové Město na Moravě | Rep. Ceca | SP    | Tiril Eckhoff                                                                                      | Julija Džyma                                                             | Lisa Vittozzi                                                             |
| 7 marzo 2021                         | Nové Město na Moravě | Rep. Ceca | PU    | Tiril Eckhoff                                                                                      | Denise Herrmann                                                          | Marte Olsbu Røiseland                                                     |
| 12 marzo 2021                        | Nové Město na Moravě | Rep. Ceca | SP    | Tiril Eckhoff                                                                                      | Denise Herrmann                                                          | Dorothea Wierer                                                           |
| 13 marzo 2021                        | Nové Město na Moravě | Rep. Ceca | PU    | Tiril Eckhoff                                                                                      | Dzinara Alimbekava                                                       | Franziska Preuß                                                           |
| 19 marzo 2021                        | Östersund            | Svezia    | SP    | Tiril Eckhoff                                                                                      | Dorothea Wierer                                                          | Ingrid Landmark Tandrevold                                                |
| 20 marzo 2021                        | Östersund            | Svezia    | PU    | Marte Olsbu Røiseland                                                                              | Tiril Eckhoff                                                            | Hanna Sola                                                                |
| 21 marzo 2021                        | Östersund            | Svezia    | MS    | Ingrid Landmark Tandrevold                                                                         | Dzinara Alimbekava                                                       | Franziska Preuß                                                           |

Legenda:

IN = individuale (15 km)

SP = sprint (7,5 km)

PU = inseguimento (10 km)

MS = partenza in linea (12,5 km)

RL = staffetta (4x6 km)

### Classifiche

#### Generale
| Pos. | Nome                       | Nazione     | Punti |
| ---- | -------------------------- | ----------- | ----- |
| 1    | Tiril Eckhoff              | Norvegia    | 1152  |
| 2    | Marte Olsbu Røiseland      | Norvegia    | 963   |
| 3    | Franziska Preuß            | Germania    | 840   |
| 4    | Hanna Öberg                | Svezia      | 826   |
| 5    | Dorothea Wierer            | Italia      | 821   |
| 6    | Lisa Theresa Hauser        | Austria     | 818   |
| 7    | Dzinara Alimbekava         | Bielorussia | 734   |
| 8    | Ingrid Landmark Tandrevold | Norvegia    | 707   |
| 9    | Anaïs Chevalier            | Francia     | 677   |
| 10   | Denise Herrmann            | Germania    | 667   |

Legenda
     Miglior under 25

#### Sprint
| Pos. | Nome                  | Nazione  | Punti |
| ---- | --------------------- | -------- | ----- |
| 1    | Tiril Eckhoff         | Norvegia | 420   |
| 2    | Marte Olsbu Røiseland | Norvegia | 304   |
| 3    | Hanna Öberg           | Svezia   | 296   |
| 4    | Dorothea Wierer       | Italia   | 282   |
| 5    | Anaïs Chevalier       | Francia  | 280   |

#### Inseguimento
| Pos. | Nome                  | Nazione     | Punti |
| ---- | --------------------- | ----------- | ----- |
| 1    | Tiril Eckhoff         | Norvegia    | 360   |
| 2    | Marte Olsbu Røiseland | Norvegia    | 319   |
| 3    | Franziska Preuß       | Germania    | 240   |
| 4    | Hanna Öberg           | Svezia      | 235   |
| 5    | Dzinara Alimbekava    | Bielorussia | 226   |

#### Partenza in linea
| Pos. | Nome                       | Nazione  | Punti |
| ---- | -------------------------- | -------- | ----- |
| 1    | Ingrid Landmark Tandrevold | Norvegia | 186   |
| 2    | Franziska Preuß            | Germania | 183   |
| 3    | Julia Simon                | Francia  | 181   |
| 4    | Marte Olsbu Røiseland      | Norvegia | 175   |
| 5    | Tiril Eckhoff              | Norvegia | 172   |

#### Individuale
| Pos. | Nome                | Nazione   | Punti |
| ---- | ------------------- | --------- | ----- |
| 1    | Lisa Theresa Hauser | Austria   | 103   |
| 1    | Dorothea Wierer     | Italia    | 103   |
| 3    | Hanna Öberg         | Svezia    | 90    |
| 4    | Julija Džyma        | Ucraina   | 85    |
| 5    | Markéta Davidová    | Rep. Ceca | 80    |

#### Staffetta
| Pos. | Nazione     | Punti |
| ---- | ----------- | ----- |
| 1    | Svezia      | 216   |
| 2    | Germania    | 216   |
| 3    | Francia     | 204   |
| 4    | Norvegia    | 198   |
| 5    | Bielorussia | 191   |

#### Nazioni
| Pos. | Nazione     | Punti |
| ---- | ----------- | ----- |
| 1    | Norvegia    | 7305  |
| 2    | Svezia      | 7146  |
| 3    | Germania    | 7056  |
| 4    | Francia     | 7001  |
| 5    | Bielorussia | 6433  |

## Misto

### Risultati
| Data                                 | Località             | Nazione   | Spec. | Primo                                                                                 | Secondo                                                                                     | Terzo                                                                        |
| ------------------------------------ | -------------------- | --------- | ----- | ------------------------------------------------------------------------------------- | ------------------------------------------------------------------------------------------- | ---------------------------------------------------------------------------- |
| 10 gennaio 2021                      | Oberhof              | Germania  | MX    | Russia Ul'jana Kajševa Svetlana Mironova Aleksandr Loginov Ėduard Latypov             | Norvegia Ingrid Landmark Tandrevold Marte Olsbu Røiseland Johannes Dale Sturla Holm Lægreid | Francia Anaïs Chevalier Justine Braisaz Fabien Claude Quentin Fillon Maillet |
| 10 gennaio 2021                      | Oberhof              | Germania  | SMX   | Francia Julia Simon Émilien Jacquelin                                                 | Svezia Hanna Öberg Sebastian Samuelsson                                                     | Norvegia Tiril Eckhoff Johannes Thingnes Bø                                  |
| Campionati mondiali di biathlon 2021 |                      |           |       |                                                                                       |                                                                                             |                                                                              |
| 10 febbraio 2021                     | Pokljuka             | Slovenia  | MX    | Norvegia Sturla Holm Lægreid Johannes Thingnes Bø Tiril Eckhoff Marte Olsbu Røiseland | Austria David Komatz Simon Eder Dunja Zdouc Lisa Theresa Hauser                             | Svezia Sebastian Samuelsson Martin Ponsiluoma Linn Persson Hanna Öberg       |
| 18 febbraio 2021                     | Pokljuka             | Slovenia  | SMX   | Francia Antonin Guigonnat Julia Simon                                                 | Norvegia Johannes Thingnes Bø Tiril Eckhoff                                                 | Svezia Sebastian Samuelsson Hanna Öberg                                      |
| 14 marzo 2021                        | Nové Město na Moravě | Rep. Ceca | MX    | Norvegia Tiril Eckhoff Marte Olsbu Røiseland Tarjei Bø Johannes Thingnes Bø           | Italia Lisa Vittozzi Dorothea Wierer Dominik Windisch Lukas Hofer                           | Svezia Elvira Öberg Anna Magnusson Jesper Nelin Martin Ponsiluoma            |
| 14 marzo 2021                        | Nové Město na Moravě | Rep. Ceca | SMX   | Svezia Linn Persson Sebastian Samuelsson                                              | Norvegia Ingrid Landmark Tandrevold Sturla Holm Lægreid                                     | Stati Uniti Susan Dunklee Sean Doherty                                       |

Legenda:

MX = staffetta mista 2x6 km + 2x7,5 km 

SMX = staffetta mista individuale

### Classifiche
| Pos. | Nazione  | Punti |
| ---- | -------- | ----- |
| 1    | Norvegia | 228   |
| 2    | Francia  | 211   |
| 3    | Svezia   | 210   |
| 4    | Austria  | 169   |
| 5    | Russia   | 168   |